# Hylaeamys
Hylaeamys (Weksler, Percequillo & Voss, 2006) è un genere di roditori della famiglia dei Cricetidi.

## Descrizione

### Dimensioni
Al genere Hylaeamys appartengono roditori di piccole dimensioni, con lunghezza della testa e del corpo tra 99 e 174 mm, la lunghezza della coda tra 82 e 162 mm e un peso fino a 97 g.

### Caratteristiche craniche e dentarie
Il cranio presenta un rostro relativamente lungo ed affusolato, una scatola cranica allungata solitamente con le creste temporali ben sviluppate. I fori palatali sono corti ed a forma di goccia. Gli incisivi superiori sono opistodonti, ovvero con le punte rivolte verso l'interno della bocca.
Sono caratterizzati dalla seguente formula dentaria:

### Aspetto
La pelliccia è corta ed ispida. Le parti dorsali variano dal brunastro brizzolato al fulvo mentre le parti ventrali sono bianche con la base dei peli grigia. Le vibrisse sono relativamente corte. Le orecchie grandi. Le zampe posteriori sono lunghe e sottili ed hanno dei ciuffi ben sviluppati alla base degli artigli. La coda è lunga circa quanto la testa ed il corpo ed è leggermente bicolore.

## Distribuzione
Il genere è diffuso in tutta l'America meridionale dalla Colombia fino alla Bolivia ed al Brasile meridionale..

## Tassonomia
Il genere comprende 7 specie:
- Hylaeamys acritus
- Hylaeamys laticeps
- Hylaeamys megacephalus
- Hylaeamys oniscus
- Hylaeamys perenensis
- Hylaeamys tatei
- Hylaeamys yunganus